# شلیویتسه (استان اوپوله)
شلیویتسه (به لهستانی: Śliwice) یک منطقهٔ مسکونی در لهستان است که در گمینا اوتموخوو واقع شده‌است. شلیویتسه ۳۱۰ نفر جمعیت دارد و ۲۰۰ متر بالاتر از سطح دریا واقع شده‌است.